# トリュンメルバッハの滝
座標: 北緯46度34分8.65秒 東経7度54分53.94秒 / 北緯46.5690694度 東経7.9149833度
トリュンメルバッハの滝（ドイツ語: Trümmelbachfälle）は、スイスの山の内部にある10の連続した滝であり、氷河によって形成された。

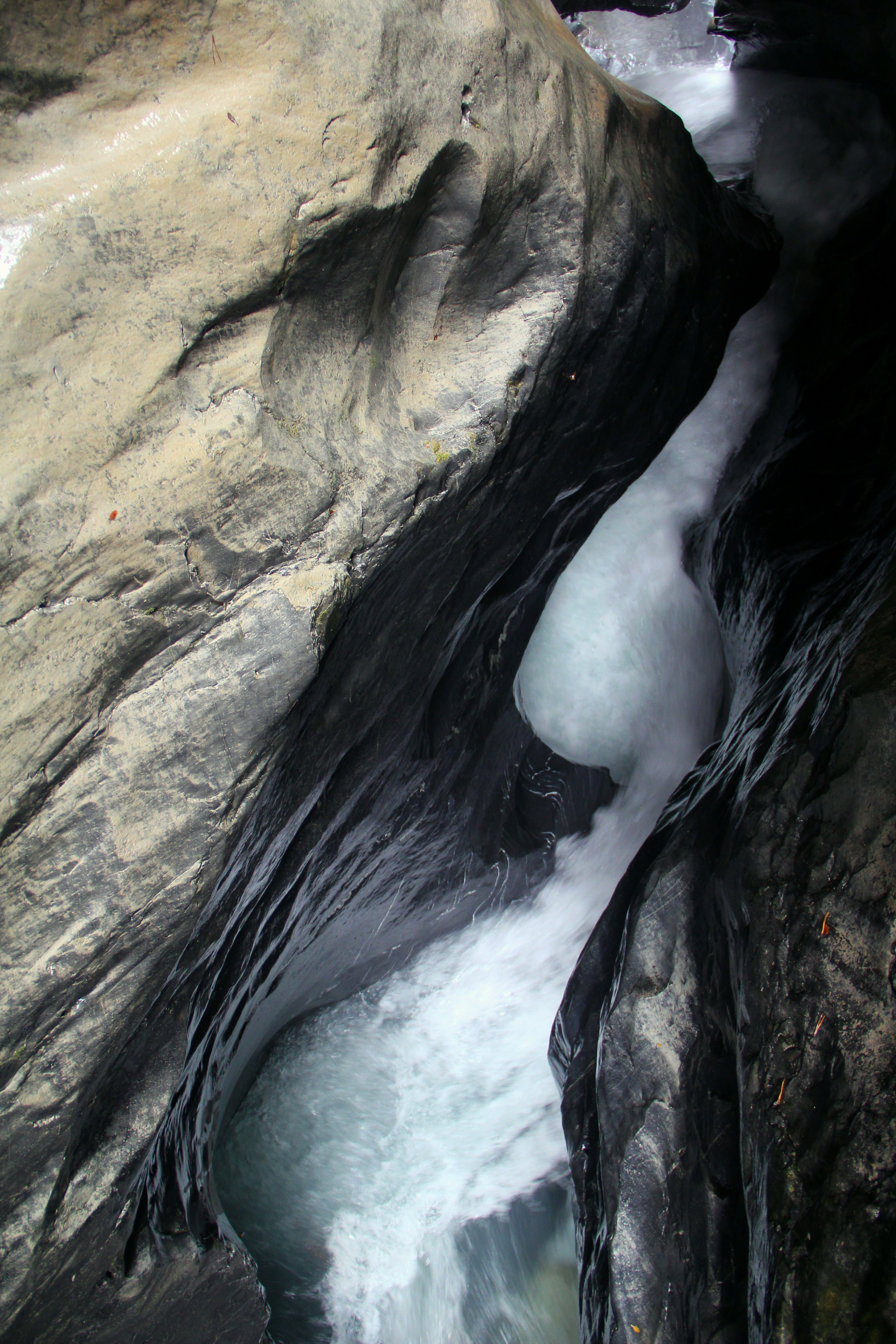
螺旋状の滝

トンネル・リフトによってアクセス可能になった。
トリュンメルバッハの滝は1本のみでアイガー (3970 m)、メンヒ (4099 m)、ユングフラウ (4158 m)の氷河の水を流し、年間20,200トンの堆積物を運んでいる。
流水域は24平方キロメートルであり、その半分は雪と氷河に覆われている。滝には毎秒20,000リットルの水が流れている。
ラウターブルンネンまたはシュテッヘルベルクから徒歩またはポストバスを利用してアクセスできる。